# Ямская (Московская область)
Ямска́я — деревня в Можайском районе Московской области, в составе городского поселения Можайск. Численность постоянного населения по Всероссийской переписи 2010 года — 390 человек, в деревне числятся 2 улицы и 1 садовое товарищество. До 2006 года Ямская была центром Ямского сельского округа.
Деревня расположена в центральной части района, фактически — южная окраина Можайска, вытянувшаяся вдоль шоссе 46К-1111 Можайск — М1 Беларусь, высота центра над уровнем моря 216 м.